# Robin Beck
Robin Beck (Brooklyn, Nova Iorque, 7 de novembro de 1954) é uma cantora estadunidense que ficou conhecida mudialmente pelo seu êxito com First Time. Esta canção foi usada no comercial da Coca Cola e chegou ao topo das paradas no fim dos anos 1980.

## Discografia

### Singles
- Sweet Talk (1979)
- The First Time (1988)
- Save Up All Your Tears (1989)
- Tears In The Rain (1989)
- Don't Lose Any Sleep (1990)
- Hide Your Heart (1990)
- In My Heart To Stay (1992)
- Gonna Take A Lifetime (1993)
- Love Yourself (1993)
- Close To You (1994)
- If Lovin' You Is Wrong (1994)
- Jewel In My Crown (1999)
- Shut Up And Kiss Me (1999)
- First Time (DJ Unique) (2003)
- My Life (2003)
- First Time - Sunblock featuring Robin Beck - (2006)

### Álbuns
- Sweet Talk (1979)
- Trouble Or Nothin' (1989)
- Human Instinct (1992)
- Can't Get Off (1994)
- Wonderland (2003)
- Do You Miss Me (2005)
- Livin' on a Dream (2007)